# Équipe de Jordanie féminine de handball
L'équipe de Jordanie de handball féminin représente la Jordanie lors des compétitions internationales de handball féminin. La sélection n'a jamais participé aux tournois olympiques ou à une phase finale des championnats du monde. 
Elle a participé une seule fois aux championnats d'Asie, terminant sixième en 1987.
Les Jordaniennes terminent deuxièmes du premier Championnat d'Asie de l'Ouest en 2016 à Doha, en 2018 à Amman et en 2023 à Amman. 